# Never Let Me Down Again
«Never Let Me Down Again» — 19-й сингл групи Depeche Mode, а також другий сингл з альбому  Music for the Masses . На обкладинках різних видань синглу зображені фрагменти російськомовної карти Європи .

## Концертні виступи
Пісня стала улюбленою серед фанатів, особливо на концертних виступах. Під час турне 1988 шоу Depeche Mode часто завершувалися цією піснею. Під час концерту 101, коли Дейв Гаан до кінця пісні почав махати руками у повітрі, сімдесят тисяч фанатів стали наслідувати його рухам. Через деякий час це стало традицією для фанатів Depeche Mode на концертах.
Depeche Mode виконували Never Let Me Down Again частіше, ніж будь-яку іншу пісню.

## Відеокліпи
Існує два відеокліпи до пісні «Never Let Me Down Again». В оригінальному використовується «Split Mix», мінус інтро і аутро; під час частини EBM, показується пара танцювальних туфель Гаана, що переміщаються без свого власника, однак потім хтось їх одягає і починає в них танцювати. Ця версія увійшла у відеозбірник Strange. Є також коротка версія кліпу без танцюючих туфель з музичним рядом 7" сингл-версії. Вона увійшла до збірки  The Videos 86-98 . Режисер обох версій кліпу — Антон Корбейн.

## Позиції в чартах
| Чарт (1987–1988)                                | Найвища позиція |
| ----------------------------------------------- | --------------- |
| Австралія                                       | 82              |
| Австрія                                         | 82              |
| Франція (SNEP)                                  | 29              |
| Німеччина                                       | 82              |
| Ірландія                                        | 12              |
| Італія                                          | 12              |
| Нідерланди (Mega Single Top 100)                | 80              |
| Poland (LP3)                                    | 8               |
| ПАР                                             | 15              |
| Іспанія                                         | 5               |
| Швеція (Sverigetopplistan)                      | 7               |
| Швейцарія (Media Control AG)                    | 7               |
| Велика Британія (Official Charts Company)       | 22              |
| US Billboard Hot 100                            | 63              |
| US Billboard Hot Dance Club Play                | 12              |
| US Billboard Hot Dance Music/Maxi-Singles Sales | 29              |
| US Cash Box                                     | 75              |